# Verbotene Welt
Verbotene Welt ist ein Kinder- und Jugendbuch von Isabel Abedi, das 2006 im Loewe-Verlag erschien. 2007 gewann das Buch den 3. Platz bei der „Kalbacher Klapperschlange“, die Illustrationen stammen von Michael Beyer.

## Hauptpersonen
Otis ist ein zwölfjähriger, schüchterner Junge, der mit seiner Mutter in New York City lebt und unter den ständigen Umzügen leidet. 
Darum besitzt er auch keine Freunde, wird von seinen Mitschülern drangsaliert; unter anderem hat er Höhenangst, doch auch sonst ist er eher ängstlich.  Er wird als zart gebaut, mit mädchenhaften Wimpern und lackschwarzem Haar beschrieben.
Olivia ist ebenfalls zwölf Jahre, jedoch mutig und selbstständig, da sie sich um ihre Mutter kümmern muss, die seit dem Tod von Olivias Vater Alkoholikerin ist. Das Mädchen lebt in Berlin, wo sie am Flughafen mit einem der Arbeiter befreundet ist, denn sie träumt davon, eines Tages Pilotin zu werden. Sie besitzt eine Taube namens Columbina.

## Handlung
Überall auf der Welt verschwinden berühmte Gebäude, die Behörden stehen vor einem Rätsel. Als die Freiheitsstatue verschwindet, befindet sich Otis in der Toilette, wo er von einem Mitschüler eingeschlossen wurde. Fast gleichzeitig versteckt Olivia sich nach Ladenschluss mit ihrer Taube im Kaufhaus des Westens in Berlin, da sie vor der Polizei flieht, die sie aufgrund der Alkoholsucht ihrer Mutter in ein Kinderheim stecken will. Auch dieses Gebäude verschwindet.
Die Kinder merken schnell, das etwas Merkwürdiges passiert ist und sich ihre Umgebung verändert hat, die Gebäude stehen scheinbar auf in der Luft schwebenden Platten. Als das Auge eines Riesen durch ein Fenster in das Kaufhaus blickt, erkennt Olivia, geschrumpft worden zu sein und dass die Gebäude auf riesigen Tischen in einem Raum stehen.
Als Otis schreit, hört Olivia dies und schickt ihre Taube Columbina mit einer Nachricht los. Diese fliegt zu Otis, welcher einen Brief zurückschickt, worauf Olivia sich auf den Weg macht, um ihn zu finden.
Gemeinsam machen die beiden sich auf den Weg zum Golestanpalast, wo sie auf Jalal ad-Din Muhammad treffen, welcher ihnen eine Legende über eine Öllampe erzählt, die die Kraft besitzt, Dinge zu schrumpfen, und von deren Gegenstück, das das Geschehen rückgängig machen kann. Während sie nach einem Ausweg suchen, sammeln sich immer mehr Gebäude und Menschen in dem Raum, der zu einem Schloss gehört, in dem Reginald, ein Verrückter, lebt.